# Pinili
Pinili è una municipalità di quinta classe delle Filippine, situata nella Provincia di Ilocos Norte, nella Regione di Ilocos.
Pinili è formata da 25 baranggay:
- Aglipay
- Apatut-Lubong
- Badio
- Barbar
- Buanga
- Bulbulala
- Bungro
- Cabaroan
- Capangdanan
- Dalayap
- Darat
- Gulpeng
- Liliputen

- Lumbaan-Bicbica
- Nagtrigoan
- Pagdilao (Pob.)
- Pugaoan
- Puritac
- Puzol
- Sacritan
- Salanap
- Santo Tomas
- Tartarabang
- Upon
- Valbuena (Pob.)